# 欧日地区博蒙
欧日地区博蒙（法語：Beaumont-en-Auge，法語發音：[bomɔ̃ ɑ̃.n‿oʒ] ⓘ），或纯音译作博蒙昂诺日，是法国卡尔瓦多斯省的一个市镇，属于利雪区。

## 地理
欧日地区博蒙（49°16'42"N, 0°6'35"E）面积7.98 平方千米，位于法国诺曼底大区卡爾瓦多斯省，该省份为法国西北部沿海省份，北濒大西洋英吉利海峡，东北与滨海塞纳省以海上边界相接，东临厄尔省，南至奧恩省，西与芒什省接壤。
与欧日地区博蒙接壤的市镇（或旧市镇、城区）包括：布尔若维尔、克拉尔贝克、德吕贝克、格朗维尔、勒镇、圣艾蒂安拉蒂耶、瓦尔瑟梅。
欧日地区博蒙的时区为UTC+01:00、UTC+02:00（夏令时）。

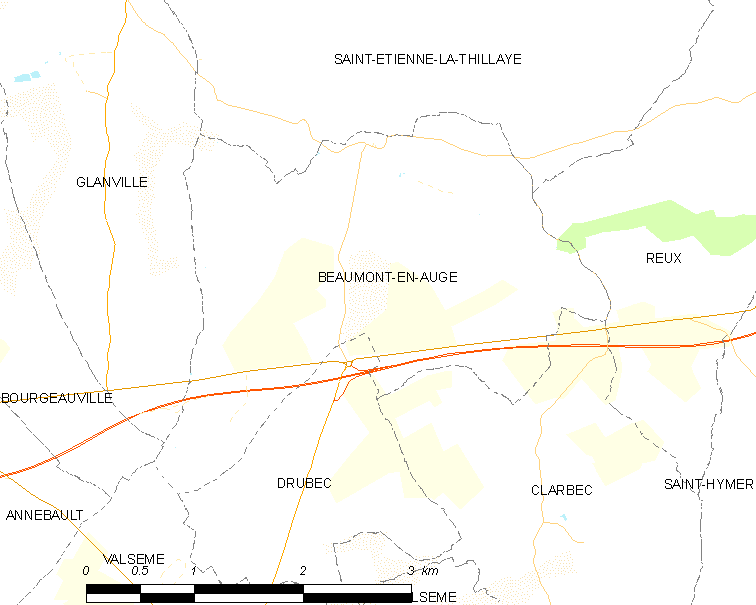
欧日地区博蒙的OSM定位图

## 行政
欧日地区博蒙的邮政编码为14950，INSEE市镇编码为14055。

## 政治
欧日地区博蒙所属的省级选区为蓬莱韦克县。

## 人口

1962-2008年间欧日地区博蒙人口变化图示

欧日地区博蒙于2022年1月1日时的人口数量为387人。

## 人物
- 皮埃尔-西蒙·拉普拉斯：法國天文學家、數學家。